# Bill Clark (Musiker)
Bill Clark (* 1958) ist ein kanadischer Jazztrompeter, Improvisationsmusiker und Komponist.
Clark studierte Komposition an der Simon Fraser University. Er komponierte Musiken für Tanz- und Filmprojekte, für das in Vancouver beheimatete Ensemble Standing Wave und das Hard Rubber Orchestra. Für eine Theateraufführung auf dem Eis komponierte er das Stück Pavel and the Puck.
1993 gehörte Clark neben der Cellistin Peggy Lee, dem Gitarristen Ron Samworth und dem Schlagzeuger Dylan van der Schyff zu den Gründungsmitgliedern der Gruppe Talking Pictures, die mit Musikern wie Wayne Horvitz und Jorrit Dijkstra durch die USA und Europa tourte und mehrere Alben aufnahm. 
Daneben leitet Clark ein eigenes Sextett und arbeitete mit dem Vancouver Ensemble of Jazz Improvisation, der VEJI Big Band, dem NOW Orchestra und dem Hard Rubber Orchestra. Mit allen Gruppen entstanden auch Aufnahmen. Als Sideman war er u. a. Partner von Kenny Wheeler, Muhal Richard Abrams, Butch Morris und Slide Hampton.